# Letní ráno, letní noc
 Letní ráno, letní noc (2007, Summer Morning, Summer Night) je povídková sbírka amerického spisovatele Raye Bradburyho, uspořádaná editory britského nakladatelství PS Publishing. Všechny povídky se odehrávají ve fiktivním městečku Green Town ve státě Illinois, které je prototypem Bradburyho rodného města Waukegan. Kniha je proto někdy označována za čtvrtý díl autorovy volné trilogie, založené na jeho vzpomínkách na dětství Green Town (Zelené město), kterou tvoří romány Pampeliškové víno (1957, Dandelion Wine), Tudy přijde něco zlého (1962, Something Wicked This Way Comes) a Sbohem léto (2006, Farewell Summer).
Sbírka obsahuje dvacet sedm povídek, z nichž sedmnáct nebylo dříve knižně publikováno (v obsahu sbírky u nich není uveden rok vydání). Některé z nich jsou velmi krátké, nezabírají ani jednu stránku.

## Obsah sbírky
- End of Summer (1948, Konec léta), poprvé knižně publikováno v autorově sbírce Jízda naslepo (1997, Driving Blind).[p 1]
- The Great Fire (1949, Velký požár), poprvé knižně publikováno v autorově sbírce Zlatá sluneční jablka (1953, The Golden Apples of the Sun).[p 2]
- All on a Summer's Night (1950, Celé léto v jedné noci), poprvé knižně publikováno a autorově sbírce Bradbury Stories: 100 of His Most Celebrated Tales (2003), česky povídka nevyšla.
- Miss Bidwell (1950), poprvé knižně publikováno a autorově sbírce Bradbury Stories: 100 of His Most Celebrated Tales (2003), česky povídka nevyšla.
- The Pumpernickel (1951, Pupernickel), poprvé knižně publikováno v autorově sbírce Dlouho po půlnoci (1976, Long After Midnight), česky povídka nevyšla.
- These Things Happen (1951, Takové věci se stávají), první varianta povídky A Story of Love (1976, Příběh lásky) z autorovy sbírky Dlouho po půlnoci.[p 3]
- At Midnight, in the Month of June (1954, Byl pozdní den léta a půlnoční čas), poprvé knižně publikováno v autorově sbírce Proti proudu času (1988, The Toynbee Convector).[p 4]
- A Walk in Summer (1979, Letní procházka), povídka česky nevyšla.
- Autumn Afternoon (2002, Podzimní odpoledne), poprvé knižně publikováno v autorově sbírce O půlnoci tancoval drak (2002, One More for the Road).[p 5]
- Arrival and Departure (Příjezd a odjezd), povídka česky nevyšla.
- The Beautiful Lady (Krasavice), povídka česky nevyšla.
- Love Potion (Elixír lásky), povídka česky nevyšla.
- Night Meeting (Noční setkání), nezaměňovat s povídkou toho samého jména z autorovy Marťanské kroniky, povídka česky nevyšla.
- The Death of So-and-So (Smrt toho a toho), povídka česky nevyšla.
- I Got Something You Ain't Got! (Já něco mám a ty ne), povídka česky nevyšla.
- The Waders (Brodiví ptáci), povídka česky nevyšla.
- The Dog (Pes), povídka česky nevyšla.
- The River That Went Out to Sea (Řeka, která mířila do moře), povídka česky nevyšla.
- Over, Over, Over, Over, Over, Over, Over, Over! (Přes, přes, přes, přes, přes, přes, přes, přes!), povídka česky nevyšla.
- The Projector (Projektor), povídka česky nevyšla.
- The People With Seven Arms (Lidé ze sedmi pažemi), povídka česky nevyšla.
- A Serious Discussion (or Evil in the World) (Vážný rozhovor), povídka česky nevyšla.
- The Fireflies (Světlušky), povídka česky nevyšla.
- The Circus (Cirkus), povídka česky nevyšla.
- The Cemetery (or the Tombyard) (Hřbitov), povídka česky nevyšla.
- Summer's End (Na konci léta), povídka česky nevyšla.
- The Screaming Woman (1951, Křičící žena), poprvé knižně publikováno v autorově sbírce S Is for Space (1966).[p 6]

## Česká vydání
Ze sbírky vyšlo česky pouhých šest povídek.
1. ↑  Povídka Konec léta vyšla česky v autorově knize  Jízda naslepo (2001).
2. ↑  Povídka Velký požár vyšla česky ve výborech Kaleidoskop (1989) a Ilustrovaná žena a jiné povídky (2009).
3. ↑  Povídka Příběh lásky vyšla česky ve výborech Kaleidoskop (1989) a Ilustrovaná žena a jiné povídky (2009).
4. ↑  Povídka Byl pozdní den léta a půlnoční čas vyšla česky v autorově knize Proti proudu času (2000).
5. ↑  Povídka Pozdní odpoledne vyšla česky v autorově knize O půlnoci tancoval drak (2003)
6. ↑  Povídka Křičící žena vyšla česky ve výboru Mráz a oheň (1995)